# Массулло, Деб
Деб Массу́лло (англ. Deb Massullo) — канадская кёрлингистка.
В составе женской сборной Канады чемпионка мира 1987. Чемпионка Канады среди женщин.
Играла в основном на позиции первого.

## Достижения
- Чемпионат мира по кёрлингу среди женщин: золото (1987).
- Чемпионат Канады по кёрлингу среди женщин: золото (1987), серебро (1988).
- Канадский олимпийский отбор по кёрлингу: бронза (1987).

## Команды
| Сезон   | Четвёртый       | Третий              | Второй          | Первый       | Запасной                | Турниры             |
| ------- | --------------- | ------------------- | --------------- | ------------ | ----------------------- | ------------------- |
| 1984—85 | Джорджина Хоукс | Christine Stevenson | Tracey Barwick  | Деб Массулло |                         | [ 3 ]               |
| 1986—87 | Пэт Сандерс     | Луиз Эрлаву         | Джорджина Хоукс | Деб Массулло | Элейн Дагг-Джексон (ЧК) | ЧК 1987 · ЧМ 1987   |
| 1987—88 | Пэт Сандерс     | Луиз Эрлаву         | Джорджина Хоукс | Деб Массулло | Элейн Дагг-Джексон (ЧК) | КООК 1987 · ЧК 1988 |

(скипы выделены полужирным шрифтом)